# Hodbina
Hodbina je naseljeno mjesto u gradu Mostaru, Federacija Bosne i Hercegovine, BiH.

## Povijest
Ožujka 1959. kopajući obradivo zemljište na lokalitetu Alibegovina, mještanin Hodbine je slučajno naišao na ostatke građevine iz rimskog doba. Pronađeni su brojni drugi predmeti, uključujući i bakreni novac s predstavom najvjerojatnije Klaudija II. Gotika (214. ili 215. god.). Kroz Hodbinu je prolazio i jedan od glavnih rimskih puteva koji je i danas vidljiv na pojedinim lokacijama.

## Stanovništvo

### Popisi 1971. – 1991.
| Hodbina            |              |              |              |
| godina popisa      | 1991.        | 1981.        | 1971.        |
| Srbi               | 680 (58,82%) | 569 (55,45%) | 590 (64,13%) |
| Muslimani          | 324 (28,02%) | 238 (23,19%) | 205 (22,28%) |
| Hrvati             | 125 (10,81%) | 121 (11,79%) | 118 (12,82%) |
| Jugoslaveni        | 20 (1,73%)   | 89 (8,67%)   | 3 (0,32%)    |
| ostali i nepoznato | 7 (0,60%)    | 9 (0,87%)    | 4 (0,43%)    |
| ukupno             | 1.156        | 1.026        | 920          |

### Popis 2013.
| Hodbina            |              |
| godina popisa      | 2013.        |
| Srbi               | 357 (43,91%) |
| Bošnjaci           | 276 (33,95%) |
| Hrvati             | 156 (19,19%) |
| ostali i nepoznato | 24 (2,95%)   |
| ukupno             | 813          |

## Poznate osobe
- Božidar Gagro, hrv. povjesničar umjetnosti, diplomat i prevoditelj